# Gotthards
Gotthards ist ein Ortsteil der Gemeinde Nüsttal im osthessischen Landkreis Fulda. Zum Ort gehört der Weiler Kermes mit 34 Einwohnern.

## Geographie
Der Ort liegt im Osten Hessens im Tal der Nüst im Naturpark Hessische Rhön. Gotthards ist ein anerkannter Erholungsort. Im Ort treffen sich die Kreisstraße 128 mit den Landesstraßen 3176 und 3293.

## Geschichte
Gotthards wurde im Jahre 1365 erstmals erwähnt.
Am 1. August 1972 wurde die bis dahin eigenständige Gemeinde Gotthards im Zuge der Gebietsreform in Hessen kraft Landesgesetz in die Gemeinde Nüsttal eingegliedert. Für Gotthards wurde, wie für die übrigen bei der Gebietsreform nach Nüsttal eingegliederten Gemeinden, ein Ortsbezirk mit Ortsbeirat und Ortsvorsteher nach der Hessischen Gemeindeordnung gebildet.

### Einwohnerentwicklung
- 1812: 42 Feuerstellen, 315 Seelen[3]

| Gotthards: Einwohnerzahlen von 1812 bis 2014 | Gotthards: Einwohnerzahlen von 1812 bis 2014 | Gotthards: Einwohnerzahlen von 1812 bis 2014 | Gotthards: Einwohnerzahlen von 1812 bis 2014 | Gotthards: Einwohnerzahlen von 1812 bis 2014 |
| --- | -------------------------------------------- | -------------------------------------------- | -------------------------------------------- | -------------------------------------------- |
| Jahr |                                              |                                              |                                              | Einwohner                                    |
| 1812 | 1812                                         |                                              | 315                                          | 315                                          |
| 1834 | 1834                                         |                                              | 332                                          | 332                                          |
| 1840 | 1840                                         |                                              | 308                                          | 308                                          |
| 1846 | 1846                                         |                                              | 263                                          | 263                                          |
| 1852 | 1852                                         |                                              | 307                                          | 307                                          |
| 1858 | 1858                                         |                                              | 288                                          | 288                                          |
| 1864 | 1864                                         |                                              | 289                                          | 289                                          |
| 1871 | 1871                                         |                                              | 276                                          | 276                                          |
| 1875 | 1875                                         |                                              | 275                                          | 275                                          |
| 1885 | 1885                                         |                                              | 283                                          | 283                                          |
| 1895 | 1895                                         |                                              | 294                                          | 294                                          |
| 1905 | 1905                                         |                                              | 282                                          | 282                                          |
| 1910 | 1910                                         |                                              | 281                                          | 281                                          |
| 1925 | 1925                                         |                                              | 288                                          | 288                                          |
| 1939 | 1939                                         |                                              | 252                                          | 252                                          |
| 1946 | 1946                                         |                                              | 386                                          | 386                                          |
| 1950 | 1950                                         |                                              | 390                                          | 390                                          |
| 1956 | 1956                                         |                                              | 308                                          | 308                                          |
| 1961 | 1961                                         |                                              | 274                                          | 274                                          |
| 1967 | 1967                                         |                                              | 277                                          | 277                                          |
| 1970 | 1970                                         |                                              | 305                                          | 305                                          |
| 1980 | 1980                                         |                                              | ?                                            | ?                                            |
| 1990 | 1990                                         |                                              | ?                                            | ?                                            |
| 2000 | 2000                                         |                                              | ?                                            | ?                                            |
| 2011 | 2011                                         |                                              | 399                                          | 399                                          |
| 2014 | 2014                                         |                                              | 375                                          | 375                                          |
| Datenquelle: Historisches Gemeindeverzeichnis für Hessen: Die Bevölkerung der Gemeinden 1834 bis 1967. Wiesbaden: Hessisches Statistisches Landesamt, 1968. Weitere Quellen: ; Zensus 2011 |                                              |                                              |                                              |                                              |

### Religionszugehörigkeit
Quelle: Historisches Ortslexikon
| • 1885: | ein evangelischer (= 0,35 %), 202 katholische (= 99,65 %) Einwohner |
| • 1961: | 19 evangelische (= 6,93 %), 255 katholische (= 93,07 %) Einwohner   |

## Persönlichkeiten
- Grzegorz (Gregor) Uth (1872–1941), Augustiner in Krakau, Polen

## Kultur und Infrastruktur
- Im Ort gibt es ein beheiztes Freibad.
- Ende Juli findet jährlich das Backhausfest statt, das von der Freiwilligen Feuerwehr organisiert wird.